# Dragomir Tošić
Pour les articles homonymes, voir Tošić.
Dragomir Tošić (né le 8 novembre 1909 dans le royaume de Serbie, et mort le 20 juin 1985) est un footballeur international yougoslave (serbe).

## Biographie
Il a joué en tant que défenseur en Yougoslavie. 
Il a participé à la coupe du monde 1930 en Uruguay, sélectionné par l'entraîneur serbe Boško Simonović, mais ne joue pas un seul match.
Il fait son dernier match international le 24 septembre 1933 lors d'un match nul 2-2, contre la Suisse.